# Đấu thầu
Đấu thầu là một đề nghị giá (thường có tính cạnh tranh) do một cá nhân hoặc doanh nghiệp đặt ra cho một sản phẩm hoặc dịch vụ hoặc một nhu cầu rằng một cái gì đó được thực hiện. Đấu thầu được sử dụng để xác định chi phí hoặc giá trị của một dịch vụ hoặc sản phẩm. Theo cách hiểu ở Việt Nam thì đấu thầu là quá trình lựa chọn nhà thầu và nhà đầu tư để cung cấp dịch vụ. Đấu thầu thực chất là một cuộc thi giúp chọn nhà cung cấp tốt nhất, hướng đến nguyên tắc cạnh tranh, công bằng, minh bạch, hiệu quả.
Đấu thầu có thể được thực hiện bởi "người mua" hoặc "nhà cung cấp" sản phẩm hoặc dịch vụ dựa trên bối cảnh của tình huống. Trong bối cảnh đấu giá, trao đổi chứng khoán hoặc bất động sản, giá mà một doanh nghiệp hoặc cá nhân sẵn sàng trả được gọi là giá thầu. Trong bối cảnh mua sắm của công ty hoặc chính phủ, giá chào bán mà một doanh nghiệp hoặc cá nhân sẵn sàng bán cũng được gọi là giá thầu. Thuật ngữ "đặt giá thầu" cũng được sử dụng khi đặt cược trong các trò chơi bài. Đấu thầu được sử dụng bởi các ngóc ngách kinh tế khác nhau để xác định nhu cầu và do đó giá trị của bài viết hoặc tài sản, trong thế giới công nghệ tiên tiến ngày nay, Internet là một nền tảng được ưa chuộng để cung cấp phương tiện đấu thầu; đó là một cách tự nhiên để xác định giá của hàng hóa trong nền kinh tế thị trường tự do.
Nhiều thuật ngữ tương tự có thể hoặc không thể sử dụng khái niệm tương tự đã được phát triển trong quá khứ gần đây liên quan đến đấu thầu, chẳng hạn như đấu giá ngược, đấu thầu xã hội hoặc nhiều ý tưởng khác trong lớp trò chơi tự quảng cáo là đấu thầu. Đấu thầu đôi khi cũng được sử dụng như cờ bạc có đạo đức, trong đó tiền thưởng không chỉ được quyết định bởi may mắn mà còn bởi tổng nhu cầu mà giải thưởng đã thu hút đối với chính nó.

## Phân loại

### Đấu thầu trực tuyến
Đặt giá thầu thực hiện theo hai cách trực tuyến: đặt giá thầu duy nhất và đặt giá thầu động.
Đặt giá thầu duy nhất: Trong trường hợp này, các nhà thầu đặt giá thầu là giá thầu duy nhất toàn cầu, điều đó có nghĩa là để giá thầu đủ điều kiện, không người nào khác có thể đặt giá thầu với cùng số tiền và các đặt đấu thầu thường là bí mật. Có hai biến thể của loại đấu thầu này: đấu thầu duy nhất giá cao nhất và đấu thầu duy nhất giá thấp nhất.
Đặt giá thầu động: Đây là loại đặt giá thầu mà một người dùng có thể đặt giá thầu của mình cho sản phẩm. Cho dù người dùng có mặt hay không tham gia đấu thầu, việc đặt giá thầu sẽ tự động tăng lên đến số tiền được xác định. Sau khi đạt được giá trị giá thầu của người dùng, việc đấu thầu của anh ta sẽ dừng lại.

### Đấu thầu theo thời gian
Đấu giá theo thời gian cho phép người dùng đặt giá thầu bất kỳ lúc nào trong một khoảng thời gian xác định, chỉ bằng cách nhập giá thầu tối đa. Các cuộc đấu giá theo thời gian diễn ra mà không có nhà đấu giá kêu gọi bán, vì vậy các nhà thầu không phải chờ đợi nhiều để được gọi. Điều này có nghĩa là một người trả giá không phải để mắt đến một cuộc đấu giá trực tiếp tại một thời điểm cụ thể.
Bằng cách nhập giá thầu tối đa, một người dùng cho biết mức cao nhất anh ta sẵn sàng trả. Một dịch vụ đặt giá thầu tự động sẽ thay mặt anh ta trả giá để đảm bảo rằng anh ta đáp ứng được giá khởi điểm, hoặc anh ta luôn luôn dẫn đầu, lên đến giá thầu tối đa. Nếu người khác đã đặt giá thầu cao hơn giá thầu tối đa, người trả giá sẽ được thông báo, cho phép anh ta thay đổi giá thầu tối đa và tiếp tục đấu giá. Vào cuối phiên đấu giá, ai trả giá tối đa là người thắng thầu.
Đấu thầu trực tiếp là một cuộc đấu giá dựa trên đấu thầu tại phòng kiểu truyền thống. Chúng có thể được phát qua một trang web nơi người xem có thể nghe âm thanh trực tiếp và xem nguồn cấp dữ liệu video trực tiếp. Ý tưởng là một nhà thầu đặt giá thầu của họ qua Internet trong thời gian thực. Thực tế, nó giống như là tại một cuộc đấu giá thực sự, khi người đấu thầu có thể đấu giá từ nhà. Mặt khác, đấu thầu theo thời gian là một phiên đấu giá riêng biệt, cho phép các nhà thầu tham gia mà không cần phải xem hoặc nghe sự kiện trực tiếp. Đó là một cách đấu thầu khác, thuận tiện hơn cho nhà thầu.

### Đấu thầu trong việc mua sắm
Hầu hết các tổ chức lớn có các tổ chức mua sắm chính thức thay mặt họ mua hàng hóa và dịch vụ. Mua sắm là một thành phần của khái niệm rộng hơn về tìm nguồn cung ứng và mua lại. Các chuyên gia mua sắm ngày càng nhận ra rằng các quyết định của nhà cung cấp mua hàng của họ rơi vào sự liên tục, từ việc mua các giao dịch đơn giản đến mua các hàng hóa và dịch vụ phức tạp và chiến lược hơn (ví dụ như các nỗ lực gia công quy mô lớn). Điều quan trọng là các chuyên gia mua sắm phải sử dụng mô hình tìm nguồn cung ứng phù hợp. Có bảy mô hình dọc theo liên tục tìm nguồn cung ứng / đấu thầu: nhà cung cấp cơ bản, nhà cung cấp được phê duyệt, nhà cung cấp ưu tiên, mô hình dịch vụ dựa trên hiệu suất / quản lý, mô hình kinh doanh được giao, mô hình dịch vụ chia sẻ và quan hệ đối tác vốn.

### Đấu thầu từ chính nhà cung cấp
Trả giá ngoài tường, hoặc đấu thầu từ người bán, như đôi khi được biết đến, là nơi đấu giá viên đấu thầu thay mặt cho nhà cung cấp.
Điều này được luật pháp cho phép ở một số quốc gia và tiểu bang và nhà đấu giá được phép trả giá thay mặt cho nhà cung cấp, nhưng không bao gồm giá khởi điểm. Trong một số trường hợp, điều này có thể cực kỳ hữu ích cho các nhà thầu vì mức giá tối thiểu cần phải được đáp ứng.
Ví dụ, giả sử một tài sản sắp được bán đấu giá và chỉ có một người quan tâm đến việc đấu thầu nó trong phòng. Giá tối thiểu đã được đặt ở mức 100.000 đô la, và người trả giá này rất vui khi mua nó ở mức 120.000 đô la. Việc đấu thầu bắt đầu từ $ 80.000. Nếu không có nhà đấu giá đấu thầu thay mặt cho nhà cung cấp, nó sẽ không bao giờ tăng vượt quá số tiền đó. Tuy nhiên, vì nhà đấu giá sẽ nhận giá thầu hoặc tạo ra giá thầu 85.000 đô la, nên người trả giá sau đó nâng lên đến 90.000 đô la, v.v. Nếu nhà thầu muốn, anh ta có thể trả giá 100.000 đô la và bảo đảm tài sản sẽ được bán với mức giá trên giá tối thiểu.
Kết quả là nhà cung cấp đã bán tài sản ở mức tối thiểu và người mua đã mua bất động sản với mức giá tối thiểu với giá thấp hơn mức anh ta sẵn sàng trả. Nếu không có nhà đấu giá đẩy giá thầu vượt lên, điều này sẽ không bao giờ xảy ra.
Tất cả các nhà đấu giá chuyên nghiệp làm điều này với tất cả các loại đấu giá, bao gồm cả xe hơi. Miễn là họ đang đẩy nó lên gần giá tối thiểu có thể bán, thì đó không phải là vấn đề. Nếu bạn không muốn trả giá theo giá mà nhà đấu giá đang yêu cầu, đừng trả giá. Nếu hàng hóa không đáp ứng được giá tối thiểu và không có ai ngoài bạn muốn mua, thì nếu nhà đấu giá không trả giá lên để đáp ứng giá yêu cầu, hàng hóa sẽ không được bán cho ai cả.

### Đấu thầu chung
Đấu thầu chung, xuất hiện trong thu mua và đấu giá, là thông lệ của hai hoặc nhiều công ty tương tự gửi một giá thầu. Liên minh đấu thầu giữa các đối thủ tiềm năng là phổ biến nhất trong mua sắm công và tư nhân và được một số công ty dầu mỏ sử dụng trong các cuộc đấu giá ở Mỹ cho thuê tàu ngoài khơi. Đấu thầu tập đoàn cho phép các công ty để có được nguồn lực cần thiết để xây dựng một nỗ lực hợp lệ. Họ có thể chia sẻ thông tin về giá trị có thể có của hợp đồng dựa trên dự báo hoặc khảo sát, cùng chịu chi phí cố định hoặc kết hợp các cơ sở sản xuất. Ở châu Âu, quy định đấu thầu chung trong mua sắm khác nhau giữa các quốc gia. Sáp nhập và liên doanh thường dẫn đến số lượng đối thủ cạnh tranh ít hơn, do đó dẫn đến giá cao hơn cho người tiêu dùng.

### Gian lận thầu
Gian lận giá thầu (thường gặp là thông thầu hay thông đồng trong đấu thầu) là một âm mưu của các nhóm công ty nhằm tăng giá hoặc hạ thấp chất lượng hàng hóa hoặc dịch vụ được cung cấp trong đấu thầu công khai. Mặc dù nó là bất hợp pháp, thực tế này gây thiệt hại cho chính phủ và người nộp thuế một số tiền lớn. Đó là lý do tại sao cuộc chiến chống gian lận thầu là ưu tiên hàng đầu ở nhiều quốc gia. Để phát hiện gian lận thầu, các cơ quan cạnh tranh quốc gia dựa vào các chương trình khoan hồng. Để giảm sự phụ thuộc vào các nguồn bên ngoài, COMCO (Ủy ban cạnh tranh Thụy Sĩ) đã quyết định khởi xướng một dự án dài hạn vào năm 2008 để phát triển một công cụ sàng lọc thống kê.
Sản phẩm này được cho là có các đặc tính sau: yêu cầu dữ liệu khiêm tốn, đơn giản, linh hoạt, kết quả đáng tin cậy. Có hai cách tiếp cận chung: phương pháp cấu trúc để xác định thực nghiệm các thị trường dễ bị thông đồng và phương pháp hành vi để phân tích hành vi cụ thể của các công ty trong các thị trường cụ thể. Trong trường hợp phương pháp hành vi, một số dấu hiệu thống kê được theo dõi. Các điểm đánh dấu chia thành các điểm đánh dấu liên quan đến giá cả và số lượng.
Các điểm đánh dấu liên quan đến giá sử dụng thông tin trong cấu trúc của giá thầu thắng và thua để xác định hành vi đặt giá thầu nghi ngờ. Các dấu hiệu liên quan đến số lượng có nghĩa là để xác định hành vi thông đồng từ các phát triển trong thị phần dường như không tương thích với các thị trường cạnh tranh. Một ví dụ về điểm đánh dấu liên quan đến giá được gọi là màn hình phương sai. Các bài báo thực nghiệm cho thấy bằng chứng cho thấy sự biến động giá thấp hơn trong môi trường có thông đồng.
Các điểm đánh dấu tương đối dễ dàng được áp dụng ngay cả khi chỉ có ít thông tin được biết đến. Mặt khác, tồn tại các phương pháp phát hiện kinh tế lượng phức tạp hơn đòi hỏi dữ liệu cụ thể liên quan đến từng công ty.